# Cyril Tenison White

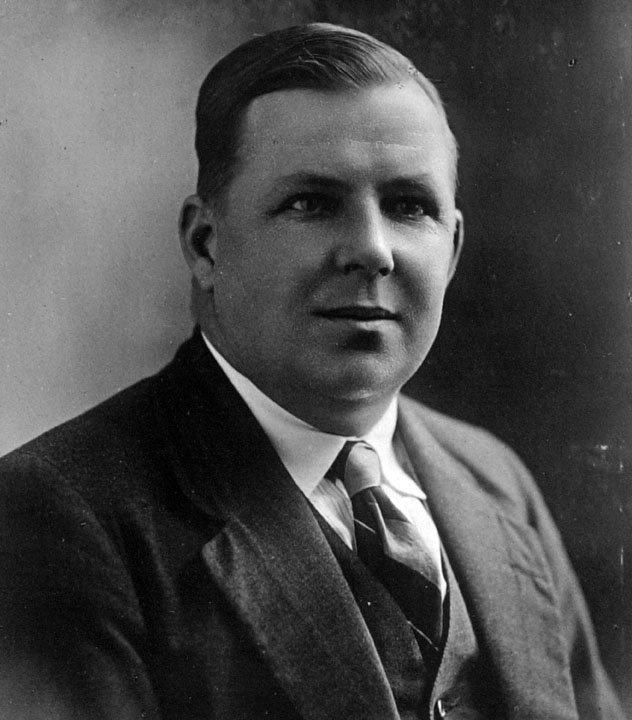
Cyril Tenison White

Cyril Tenison White (* 17. August 1890 in Brisbane; † 15. August 1950 ebenda) war ein australischer Botaniker.

## Leben
White wurde als Sohn des Handelsmaklers Henry White und Louisa Bailey in Brisbane geboren. Er besuchte die South Brisbane State School, wurde 1905 zum Assistenten des Kolonialbotanikers von Queensland ernannt und trat damit die Nachfolge seines Großvaters Frederick Manson Bailey an. 1917 wurde er Nachfolger seines Onkels John Frederick Bailey als Botaniker der Regierung von Queensland. Diese Position hatte er bis zu seinem Tod inne.
Als Botaniker der Regierung unterstützte White die australischen Farmer unter anderem dabei, Weideland und natürliche Futtermittel zu nutzen. Zwischen 1915 und 1926 arbeitete er an einer 42-teiligen Serie zu Getreide, die im Queensland Agricultural Journal veröffentlicht wurde. Seine beiden Veröffentlichungen An Elementary Textbook of Australian Forest Botany (1922) und Principles of Botany for Queensland Farmers (1938) nutzte er als Lehrbücher für seine Forstwissenschaftsvorträge an der Universität Queensland. Von 1921 bis 1927 schrieb er einen 41-teiligen Band zu den Bäumen seines Heimatbundesstaates. Ebenfalls beteiligt war er an einer Reihe über Eukalyptus. Den zwölfteiligen Text verfasste er zusammen mit William D. Francis.
Er sammelte viele der verschiedenen Pflanzenarten von Queensland und den Nachbarbundesstaaten sowie der Artenvielfalt Neuguineas und Neukaledoniens. Diese Sammlung half beim Aufbau des Queensland Herbariums.
White beschäftigte sich hauptsächlich mit tropischen Pflanzenarten, vor allem den verschiedenen Regenwaldbäumen. Er war Korrespondent am Arnold-Arboretum und veröffentlichte eine Monographie über die Arten im Regenwald von Nord-Queensland in seinem Journal Contributions from the Arnold Arboretum of Harvard University. 1944 instruierte White Forstunternehmen der australischen Armee in Neuguinea und im Folgejahr führte er Untersuchungen über die Wälder der Salomoninseln durch. 1939 und 1940 war er australischer Verbindungsbeamter bei den Royal Botanic Gardens in London. Außerdem arbeitete er ehrenamtlich bei seiner Kommune sowie der Royal Society of Queensland und war in mehreren anderen gartenbaulichen und geographischen Gesellschaften aktiv.
Am 21. Oktober 1921 heiratete White Henrietta Duncan Clark, die sein Interesse für Feldnaturforschung und das Wandern teilte. Er starb zwei Tage vor seinem 60. Geburtstag in seiner Geburtsstadt Brisbane. Cyril Tenison White hinterließ seine Frau und zwei Kinder.

## Werke
- 1920: A contribution to the orchidaceous flora of Papua (British New Guinea)
- 1922: An Elementary Textbook of Australian Forest Botany
- 1938: Principles of Botany for Queensland Farmers
- 1944: New Guinea Timbers

## Auszeichnungen und Ehrungen
1946 wurde White für seine Beiträge zur australischen Botanikforschung mit der Mueller Medal ausgezeichnet. 1948 wurde er von der Universität Queensland ehrenhalber mit dem M.Sc. honoriert. Im Monat nach seinem Tod wurde ein Park in seinem Heimatstadtteil nach ihm benannt.
Mehrere Arten wurden nach ihm benannt, unter anderem der Eucalyptus whitei. Auch die von Charles Edward Hubbard erstbeschriebene Gattung Whiteochloa ist nach ihm benannt. Außerdem ehrt ihn eine Varietät der Psychotria, die Psychotria hollandiae var. whitei und die Arten der Mussaenda (Mussaenda whitei) und eine Art der Rötegewächse, die Ixora whitei. Auch die Pflanzengattung Cyrilwhitea Ising aus der Familie der Fuchsschwanzgewächse (Amaranthaceae) und die Gattung Whiteodendron Steenis aus der Familie der Myrtengewächse (Myrtaceae) sind nach ihm benannt.